# Emanuele Reali
Emanuele Reali (1984 – Caserta, 6 novembre 2018) è stato un carabiniere italiano deceduto in servizio.

## Biografia
Il Vice brigadiere Emanuele Reali si arruola nell'Arma dei Carabinieri, anche per la passione per l'Istituzione trasmessagli dallo zio, Appuntato Sc. Q.S. Dopo la scuola è effettivo alla Stazione Carabinieri di Caiazzo dove rimane per un periodo di quattro anni. Essendosi distinto per prontezza operativa, coraggio ed acume investigativo veniva trasferito prima all'Aliquota Radiomobile e successivamente a quella Operativa della Compagnia di Caserta dove si è distinto per l'acume investigativo tanto da conquistarsi la promozione nel 2015 al grado di Vice Brigadiere ed ottenere tre encomi. La mattina della sua morte quattro ladri di appartamento furono individuati dai Carabinieri, due subito catturati nel Parco La Selva, mentre altri due tentavano la fuga. Uno dei due subito catturato e l'altro scappando riusciva a raggiungere la stazione ferroviaria di via Ferrarecce a Caserta. Il ladro scavalcò il muretto nella corsa e così fece Reali, ma in quel momento stava passando un treno che lo travolse e uccise.

## Riconoscimento
In suo onore è stato realizzato un murale a Piana di Monte Verna (CE), in cui viene raffigurata una donna vestita da sposa che simboleggia la patria e che porge la fiamma ad una figura maschile che rappresenta Emanuele Reali.
Nel 2022 gli è stata dedicata la Stazione Carabinieri di Vitulazio (CE).
Nel maggio dello stesso anno durante una cerimonia, in cui erano presenti oltre alla moglie Matilde Grasso e alle due figlie Giorgia e Paola, anche Filippo Abbate sindaco di Bellona, il comandante della Legione Carabinieri Campania Generale Antonio Jannece e il Comandante della Compagnia Carabinieri di Capua, il Tenente Colonnello Paolo Minutoli, gli è stato dedicato un parco giochi.
Il 1º Aprile 2023 nel comune di Bacoli è stata inaugurata in suo nome una sede sociale dell'Associazione Nazionale Carabinieri.
Il giorno 6 Novembre 2023 a Piana di Monte Verna è stata inaugurato un monumento in suo onere.